# Torneio de xadrez de Tunis de 1985
O Torneio de xadrez de Tunis de 1985 foi um dos três torneios interzonais realizados com o objetivo de selecionar dois jogadores para participar do Torneio de Candidatos de 1986, que foi o Torneio de Candidatos do ciclo 1985-1987 para escolha do desafiante ao título no Campeonato Mundial de Xadrez de 1987. A competição foi realizada na cidade em Tunes de 27 de abril a 20 de maio e teve como vencedor Artur Yusupov.

## Tabela de resultados[1][3]
Os nomes em fundo verde claro indicam os jogadores que participaram do torneio de Candidatos do ano seguinte:
|    |                         | Rating | 1 | 2 | 3 | 4 | 5 | 6 | 7 | 8 | 9 | 10 | 11 | 12 | 13 | 14 | 15 | 16 | 17 | Total | Tie break |
| -- | ----------------------- | ------ | - | - | - | - | - | - | - | - | - | -- | -- | -- | -- | -- | -- | -- | -- | ----- | --------- |
| 1  | URS Artur Yusupov       | 2590   | - | ½ | 1 | 1 | ½ | ½ | 1 | ½ | ½ | ½  | ½  | 1  | 1  | ½  | 1  | ½  | 1  | 11½   |           |
| 2  | URS Alexander Beliavsky | 2635   | ½ | - | ½ | ½ | 1 | ½ | ½ | 1 | 1 | ½  | ½  | 1  | 0  | ½  | 1  | 1  | 1  | 11    |           |
| 3  | HUN Lajos Portisch      | 2635   | 0 | ½ | - | ½ | 1 | ½ | ½ | ½ | ½ | ½  | 1  | ½  | 1  | ½  | ½  | 1  | 1  | 10½   |           |
| 4  | URS Viktor Gavrikov     | 2550   | 0 | ½ | ½ | - | ½ | 0 | ½ | ½ | 1 | ½  | 1  | ½  | ½  | 1  | ½  | 1  | 1  | 9½    | 66.75     |
| 5  | URS Alexander Chernin   | 2495   | ½ | 0 | 0 | ½ | - | ½ | ½ | 1 | 0 | ½  | ½  | 1  | ½  | 1  | 1  | 1  | 1  | 9½    | 65.75     |
| 6  | TCH Vlastimil Hort      | 2560   | ½ | ½ | ½ | 1 | ½ | - | ½ | ½ | 0 | ½  | ½  | ½  | ½  | 1  | 0  | 1  | 1  | 9     | 66.25     |
| 7  | NED Gennadi Sosonko     | 2535   | 0 | ½ | ½ | ½ | ½ | ½ | - | ½ | ½ | ½  | ½  | ½  | ½  | ½  | 1  | 1  | 1  | 9     | 63.25     |
| 8  | EUA Maxim Dlugy         | 2485   | ½ | 0 | ½ | ½ | 0 | ½ | ½ | - | ½ | ½  | 1  | ½  | ½  | 1  | ½  | 1  | 1  | 9     | 62.75     |
| 9  | EUA Nick de Firmian     | 2540   | ½ | 0 | ½ | 0 | 1 | 1 | ½ | ½ | - | 1  | 0  | ½  | ½  | 1  | 0  | ½  | 1  | 8½    |           |
| 10 | YUG Predrag Nikolić     | 2575   | ½ | ½ | ½ | ½ | ½ | ½ | ½ | ½ | 0 | -  | 1  | 0  | ½  | 0  | ½  | 1  | 1  | 8     | 58.75     |
| 11 | ROM Mihai Suba          | 2465   | ½ | ½ | 0 | 0 | ½ | ½ | ½ | 0 | 1 | 0  | -  | 0  | 1  | ½  | 1  | 1  | 1  | 8     | 55.25     |
| 12 | ENG Tony Miles          | 2570   | 0 | 0 | ½ | ½ | 0 | ½ | ½ | ½ | ½ | 1  | 1  | -  | ½  | 0  | ½  | 1  | 1  | 8     | 55.00     |
| 13 | CHI Iván Morovic        | 2450   | 0 | 1 | 0 | ½ | ½ | ½ | ½ | ½ | ½ | ½  | 0  | ½  | -  | ½  | 1  | ½  | ½  | 7½    |           |
| 14 | COL Alonso Zapata       | 2535   | ½ | ½ | ½ | 0 | 0 | 0 | ½ | 0 | 0 | 1  | ½  | 1  | ½  | -  | ½  | ½  | ½  | 6½    | 50.00     |
| 15 | BUL Evgenij Ermenkov    | 2515   | 0 | 0 | ½ | ½ | 0 | 1 | 0 | ½ | 1 | ½  | 0  | ½  | 0  | ½  | -  | ½  | 1  | 6½    | 45.75     |
| 16 | EGY Assem Afifi         | 2370   | ½ | 0 | 0 | 0 | 0 | 0 | 0 | 0 | ½ | 0  | 0  | 0  | ½  | ½  | ½  | -  | 1  | 3½    |           |
| 17 | TUN Slaheddine Hmadi    | 2285   | 0 | 0 | 0 | 0 | 0 | 0 | 0 | 0 | 0 | 0  | 0  | 0  | ½  | ½  | 0  | 0  | -  | 1     |           |